# Чехія на літніх Олімпійських іграх 1996
Чехія брала участь у Літніх Олімпійських іграх 1996 року в Атланті (США) уперше за свою історію, і завоювала три срібні, чотири бронзові і чотири золоті медалі. Збірну країни представляли 115 спортсменів (76 чоловіків і 39 жінок).

## Золото
- Легка атлетика, чоловіки, метання списа — Ян Железний
- Байдарка, жінки — Штепанка Гілгертова.
- Каное, чоловіки — Мартін Доктор.
- Каное, чоловіки — Мартін Доктор.

## Срібло
- Каное, чоловіки — Лукаш Поллерт.
- Каное, чоловіки — Їржі Роган, Мирослав Шимек.
- Теніс, жінки —  Яна Новотна та Хелена Суков.

## Бронза
- Легка атлетика, чоловіки, десятиборство — Томаш Дворжак.
- Легка атлетика, жінки, потрійний стрибок — Шарка Кашпаркова.
- Стрільба, чоловіки — Мирослав Януш.
- Теніс, жінки — Яна Новотна.